# إلياس سكاف
إلياس (إيلي) سكاف (11 أكتوبر 1948 - 10 أكتوبر 2015)، سياسي لبناني، وهو ابن النائب والوزير جوزيف سكاف ووريثه سياسيًا.

## عن حياته
ولد في قبرص، وعاش طفولته في نيوزيلندا التي غادرها مع والدته، وتلقى تعليمه الابتدائي فيها، وظل يعيش فيها حتى عمر السادسة عشر عندما عاد إلى لبنان، وتلقى تعليمه الثانوي في مدرسة شارل سعد في الشويفات. وفي عام 1975 تخرج من كلية الهندسة الزراعية في الجامعة الأميركية في بيروت.

### سياسيًا
بعد وفاة والده بعام 1991، ترشح للانتخابات النيابية عام 1992 عن دائرة البقاع وهي الانتخابات الأولى بعد اتفاق الطائف، وانتخب نائبًا عن البقاع في دورتي أعوام 1992 و1996، ثم نائبًا عن زحلة في دورتي 2000 و2005. إنهزمت لائحته كاملة بصفة مفاجئة في انتخابات عام 2009 في حين خسر هو مقعده أمام نقولا فتوش وأنطوان أبو خاطر. وقد أوعز هزيمة قائمته إلى عملية نقل آلاف من أصوات السنة إلى الدائرة وإلى ما أسماه "رشاوى «على عينك يا تاجر وعلى مرأى من كل الناس».
- شارك كوزير بأكثر من حكومة:
  - وزيرًا للصناعة من 17 أبريل 2003 حتى 26 أكتوبر 2004 في حكومة الرئيس رفيق الحريري في عهد الرئيس إميل لحود.
  - وزيرًا للزراعة من 26 أكتوبر 2004 حتى 19 أبريل 2005 في حكومة الرئيس عمر كرامي في عهد الرئيس إميل لحود.
  - وزيرًا للزراعة من 11 يوليو 2008 حتى 9 نوفمبر 2009 في حكومة الرئيس فؤاد السنيورة بعهد الرئيس ميشال سليمان.

### نشاطه السياسي والاجتماعي
- شارك كممثل عن طائفة الروم الكاثوليك والكتلة الشعبية في طاولة الحوار الذي دعى إليها رئيس مجلس النواب نبيه بري في مارس 2006، وشارك بعدها بجميع طاولات الحوار والتشاور التي تمت منذ ذلك الوقت حتى خروجه من المجلس النيابي عام 2009، كما شارك بصفته على طاولة الحوار أثناء عضويته بها بالتوقيع على اتفاق الدوحة في مايو 2008.
- تحالف عام 2005 مع التيار الوطني الحر، وفي يوليو 2008 شارك في تأسيس اللقاء الوطني المسيحي مع ميشال عون وسليمان فرنجيّة وعدد من السياسيين.[3]
- أسس في عام 2001 مؤسسة إلياس جوزيف طعمة سكاف الخيرية الاجتماعية.

## حياته الأسرية
متزوج من ميريام جبران طوق، ولديهما ولدان:
- جوزيف.
- جبران.
- توفى الياس سكاف عن يناهز 67 عاماً في مستشفى الجامعة الأميركية في بيروت و التي دخل إليها قبل أسابيع من وفاته لتدهور صحته خصوصاً أنه كان خضع لعلاج من مرض عضال أصابه قبل زهاء سنتين[4]